# Megaselia bruchiana
Megaselia bruchiana is een vliegensoort uit de familie van de bochelvliegen (Phoridae). De wetenschappelijke naam van de soort werd voor het eerst geldig gepubliceerd in 1923 door Borgmeier en Schmitz.